# Liste des races de dindons
Cette liste des races de dindons n'est pas exhaustive. Elle recense essentiellement les races rencontrées en Europe occidentale et en Amérique du Nord.

## Liste

### Races américaines
| Nom                        | Homologation           | Dénominations alternatives | Variations                                         | Photos | Sources |
| -------------------------- | ---------------------- | -------------------------- | -------------------------------------------------- | ------ | ------- |
| Dindon ardoise             | 1874                   |                            | Ardoise tacheté chocolat, ardoise et rouge         |        |         |
| Dindon argenté pommelé     | Drapeau des États-Unis | Dindon grisonnant          |                                                    |        |         |
| Dindon auburn              | Drapeau des États-Unis |                            | Auburn argenté                                     |        |         |
| Dindon Blanc de Beltsville | 1951                   |                            |                                                    |        |         |
| Dindon Blanc de Virginie   | 1874                   | Dindon blanc de Hollande   |                                                    |        |         |
| Dindon Bourbon rouge       | 1909                   |                            |                                                    |        |         |
| Dindon Bronzé d'Amérique   | 1874                   |                            | Bronzé bleu et rouge, rouge, tigré, à ailes noires |        |         |
| Dindon chamois             | 1874                   |                            |                                                    |        |         |
| Dindon calico              |                        | Porter calico              |                                                    |        |         |
| Dindon de Narragansett     | 1874                   |                            |                                                    |        |         |
| Dindon royal               | 1977                   | Royal Palm                 |                                                    |        |         |

### Races européennes
| Nom                        | Homologation                                  | Dénominations alternatives  | Variations | Photos | Sources |
| -------------------------- | --------------------------------------------- | --------------------------- | ---------- | ------ | ------- |
| Dindon blanc d'Angleterre  | Drapeau de l'Angleterre                       |                             |            |        |         |
| Dindon blanc de Moscou     | 2007                                          |                             |            |        |         |
| Dindon bleu de l'Ariège    | 1923                                          | Dindon lilas de l'Ariège    |            |        |         |
| Dindon bleu de Suède       |                                               | Dindon Bleu                 |            |        |         |
| Dindon bronzé d'Allemagne  | Drapeau de l'Allemagne                        |                             |            |        |         |
| Dindon Cröllwitzer         | Drapeau de l'Allemagne                        |                             |            |        |         |
| Dindon noir du Bourbonnais | Drapeau de la France                          |                             |            |        |         |
| Dindon noir de Bresse      | Drapeau de la France                          |                             |            |        |         |
| Dindon noir du Gers        | Drapeau de la France                          |                             |            |        |         |
| Dindon noir de Norfolk     | Drapeau de l'Angleterre                       |                             |            |        |         |
| Dindon noir de Normandie   | Drapeau de la France                          |                             |            |        |         |
| Dindon noir de Sologne     | Drapeau de la France                          | Dindon de Sologne, Solognot |            |        |         |
| Dindon de Ronquières       | Drapeau de la Belgique                        |                             |            |        |         |
| Dindon rouge des Ardennes  | Drapeau de la Belgique · Drapeau de la France |                             |            |        |         |
| Dindon porcelaine          | 3 mars 2007                                   |                             |            |        |         |